# Hokovce
Hokovce (Hongaars: Egeg) is een Slowaakse gemeente in de regio Nitra, en maakt deel uit van het district Levice.
Hokovce telt 554 inwoners.